# Maciej Żywno
Maciej Zenon Żywno (ur. 24 stycznia 1976 w Białymstoku) – polski polityk, pedagog, nauczyciel akademicki, animator społeczny i urzędnik samorządowy, w latach 2007–2014 wojewoda podlaski, wicemarszałek województwa podlaskiego V kadencji (2014–2018), senator XI kadencji, wicemarszałek Senatu XI kadencji.

## Życiorys
Syn Zenona i Lucyny. Absolwent III Liceum Ogólnokształcącego im. Krzysztofa Kamila Baczyńskiego w Białymstoku. Ukończył studia na Wydziale Pedagogiki i Psychologii Uniwersytetu w Białymstoku oraz Podyplomowe Studium Zarządzania Organizacjami Pozarządowymi w Collegium Civitas w Warszawie i Podyplomowe Studium Administracji na Uniwersytecie Warszawskim. Z zawodu pedagog, animator społeczny, pracownik samorządowy oraz trener organizacji pozarządowych. Był instruktorem Związku Harcerstwa Rzeczypospolitej w stopniu harcmistrza. Strażak i ratownik Ochotniczej Straży Pożarnej w Jurowcach, edukator i trener Stowarzyszenia Wspierania Aktywności Lokalnej CAL w Warszawie oraz członek Ogólnopolskiego Stowarzyszenia Trenerów Organizacji Pozarządowych STOP w Warszawie.
Pracował jako kierownik Miejskiego Ośrodka Animacji Kultury, Turystyki, Sportu i Rekreacji w Wasilkowie. Od stycznia 2003 pełnił funkcję pełnomocnika prezydenta miasta Białegostoku do spraw współpracy z organizacjami pozarządowymi. W 2006 objął stanowisko sekretarza miasta.
29 listopada 2007 został powołany na urząd wojewody podlaskiego z rekomendacji Platformy Obywatelskiej. W 2010 rada regionu podlaskiego PO wskazała go jako kandydata na marszałka województwa podlaskiego, jednak kandydatura ta nie została zaakceptowana przez radnych. 12 grudnia 2011 Maciej Żywno został ponownie powołany przez premiera Donalda Tuska na stanowisku wojewody podlaskiego. W 2011 został wskazany przez radę regionu PO jako kandydat do Senatu, zrezygnował jednak ze startu.
Na stanowisku wojewody zakończył urzędowanie 28 listopada 2014, decydując się na objęcie uzyskanego w wyborach w 2014 mandatu radnego sejmiku podlaskiego. 8 grudnia 2014 został powołany na wicemarszałka województwa podlaskiego w zarządzie województwa w okresie V kadencji. W 2015 bez powodzenia kandydował do Senatu. W lutym 2016 objął funkcję przewodniczącego miejskich struktur partii w Białymstoku. W 2018 utrzymał mandat radnego sejmiku na okres VI kadencji.
Został także nauczycielem akademickim na Uniwersytecie w Białymstoku oraz prezesem Instytutu Rozwoju Społeczności Lokalnej ACTIVUS. Objął stanowisko pełnomocnika zarządu prywatnego przedsiębiorstwa do spraw partnerstwa publiczno-prywatnego.
W lutym 2019 wystąpił z PO, po czym w marcu 2019 objął stanowisko sekretarza gminy Gródek, z którego później zrezygnował. W styczniu 2021 przystąpił do ruchu Szymona Hołowni – Polska 2050, jako osoba odpowiedzialna za nadzór działań związanych z samorządem terytorialnym. W marcu 2022 został jednym z wiceprzewodniczących partii.
W wyborach w 2023 kandydował do Senatu z ramienia koalicji Trzecia Droga w okręgu nr 60. Został wybrany do wyższej izby polskiego parlamentu, otrzymując 159 531 głosów. 13 listopada tego samego roku wybrano go na stanowisko wicemarszałka Senatu.

## Odznaczenia i wyróżnienia
- Medal „Pro Memoria” – 2008[22]
- Złota Odznaka „Zasłużony dla Ochrony Przeciwpożarowej” – 2010[23]
- Odznaka Honorowa Primus in Agendo – 2015[24]
- Złoty Medal za Zasługi dla Straży Granicznej[25]
- Złoty Medal „Za Zasługi dla Pożarnictwa”[25]
- Odznaka Honorowa „Podlaski Krzyż Floriański”[25]